# Wiedersehen mit der Schönen neuen Welt
Wiedersehen mit der Schönen neuen Welt ist ein 1958 unter dem Titel Brave New World Revisited erschienenes Buch des britischen Schriftstellers Aldous Huxley. Darin beleuchtet er die Fortschritte, die seit dem Erscheinen seiner 1932 veröffentlichten Romandystopie Schöne neue Welt in Richtung dieses Szenarios gemacht wurden. Er kommt zu dem Schluss, dass viele seiner Vorhersagen, die er für das Jahr 2540 machte, bereits in absehbarer Zeit eintreffen könnten.
Huxley nennt und erläutert die Bedingungen, die seiner Meinung der Entstehung einer wissenschaftlichen Diktatur förderlich seien: Überbevölkerung (Overpopulation), Überorganisierung (Over-organization), Propaganda, Gehirnwäsche (Brainwashing), chemische Überzeugung (Chemical persuasion), unbewusste Überzeugung (Subconscious Persuasion) und Schlafschule/Hypnopädie (Hypnopedia). In seinem Kapitel The Art of Selling kritisiert er die Tendenz zur Verflachung der politischen Meinungsbildung in den Vereinigten Staaten und dass sie den Gesetzen der Werbung folgen würde. Er drückt jedoch seine Überzeugung aus (Kapitel Education for Freedom), dass Menschen für Freiheit besser erzogen werden können, als es der Fall ist. In den vorgenannten Headern jeweils inkludiert, wird genau dies aber zu unterdrücken verstanden.

## Editionsgeschichte
Die US-amerikanische Erstausgabe unter dem Titel Brave New World Revisited wurde im New Yorker Verlag Harper & Brothers 1958 verlegt. 1959 erschien im Londoner Verlagshaus Chatto & Windus, dem Verlag der Werke Huxleys, die britische Erstausgabe. Beim Münchner Piper Verlag erschien 1960 die Erstausgabe auf Deutsch, übersetzt von Herberth E. Herlitschka, zunächst als Einzelausgabe mit dem Titel Dreißig Jahre danach oder Wiedersehen mit der Wackeren Neuen Welt. Spätere Ausgaben – teils in Lizenz in anderen Verlagen – übernahmen, oft als Doppelausgaben gemeinsam mit dem Weltbestseller von 1932, den ersten deutschen Titel. Weitere deutschsprachige Doppelausgaben erschienen bis in die 1990er Jahre. Die Einzelausgabe von Wiedersehen mit der Schönen neuen Welt wurde im Mai 2017 bei Piper neu aufgelegt. Auf Englisch liegt sowohl eine Einzelausgabe von 2006 wie eine Doppelausgabe von 2005 vor.

## Aufbau und Literarische Gattung
Dreißig Jahre danach oder Wiedersehen mit der Schönen neuen Welt gliedert sich in ein Vorwort und zwölf Essays. Deren Gemeinsamkeit ist der Rückbezug auf das nicht ganz 30 Jahre zuvor publizierte Werk Schöne Neue Welt und speziell das ihm in späteren Auflagen beigeordnete Vorwort. In diesem Vorwort werden jene Gedanken dargelegt, die in den Essays näher ausgeführt werden. Die einzelnen, kapitelartig aufeinander folgenden Ausführungen tragen die Bezeichnungen Übervölkerung / Quantität, Qualität, Moralität / Überorganisierung / Propaganda in einer Demokratie / Propaganda in einer Diktatur / Verkaufskünste / Gehirnwäsche / Chemische Überredung / Unterbewußte Überredung / Hypnopädie / Erziehung zur Freiheit / Was lässt sich tun?.
Die Kapitel- oder Essayüberschriften leiten von einem Thema zum anderen über und beleuchten jeweils einen bestimmten gesellschaftspolitischen Aspekt. Gemeinsamer Ausgangspunkt der Essays sind politische, wirtschaftliche und gesellschaftliche Entwicklungen der 1920er und 1930er Jahre, die Huxley kritisch sieht. Der gesellschaftspolitische Bogen spannt sich dabei von demographischen und bevölkerungssoziologischen Überlegungen über bevölkerungspolitische Reflexionen (Eugenik, Dysgenik) hin zu medienpolitischen Erwägungen im Hinblick auf propagandistische Maßnahmen in grundlegend unterschiedlichen politischen Systemen (Demokratie, Diktatur). Von dort erstreckt sich der Bogen auf Spezialprobleme der Beeinflussung wie Werbung, Indoktrination, medikamentöse (Psychopharmaka, Hormone) und psychologisch basierte Manipulationen und greift schließlich zwei Weisen von Erziehung auf: eine, die in Form der Hypnopädie oder Schlafschule einer sozialisierenden Heranziehung junger Menschen im Sinn einer Ausrichtung auf erwünschtes politisches Verhalten dient, und eine, die eine Erziehung zur Freiheit verfolgt. Der Schlussessay untersucht, was nötig sei, eine freie Gesellschaft einzurichten.
Die Essays enthalten eine Reihe von Zitaten, die Aldous Huxley nicht belegt. Einerseits war dies zum Zeitpunkt, zu dem die Essaysammlung entstand, auch in akademischen Kreisen nicht ungewöhnlich. Andererseits entbehren sie deshalb eines bedeutenden Kriteriums wissenschaftlichen Schreibens: ihr Inhalt, die Argumentation wird weniger leicht nachvollziehbar, die Literaturstellen können nicht oder nur mit Aufwand aufgefunden, nachgelesen und so kontrolliert werden. Dies ist im Zusammenhang damit zu sehen, dass Aldous Huxley kein universitär ausgebildeter Soziologie, Politologe oder Sozialwissenschaftler war. Der Grad an Wissenschaftlichkeit des Werks nimmt auch nicht dadurch zu, dass Huxley sich auf Aussagen von Wissenschaftlern beruft. Die mangels Belegbarkeit der Zitate allein schon lockere theoretische Fundierung von Huxleys Ausführungen verleiht ihnen einen Zug ins Spekulative und Visionäre; dies umso mehr, als eine wissenschaftlich überzeugende Herleitung oder stringente theoretische Fundierung seiner Prognosen fehlt. Im Rahmen eines Essays sind jedoch weder wissenschaftlich korrektes Zitieren noch schlüssige theoretische Ableitungen gefordert. Andererseits ist das Werk von einer Fiktion im Sinn einer Utopie oder einer Science-Fiction ebenso abzugrenzen.
Das als Essayband bezeichnete Werk stellt somit weder eine Fiktion noch eine wissenschaftliche Gesellschaftsanalyse und Prognose dar, sondern insgesamt einen größeren – ebenso zeitkritischen wie gesellschaftspolitischen – Essay, der sich in kleinere Kapitel oder Einzelessays auffächert und den Leser zu eigenen Reflexionen, den Wissenschaftler zu neuen Forschungen anzuregen vermag.

## Buchausgaben
Fast alle der älteren englischsprachigen Ausgaben werden, da sie häufig anderen Erscheinungsjahren oder Verlagshäusern zugeordnet werden, mit Verweisen versehen.

### Englischsprachige Ausgaben
- Brave New World Revisited. Harper & Brothers, New York 1958 (amerikanische Erstausgabe[4]).
- Brave New World Revisited. Chatto & Windus London 1959 (britische Erstausgabe[5]).
- Brave New World and Brave New World Revisited. (= Harper Perennial Modern Classics). Reprint. HarperCollins, New York 2005 (Foreword by Christopher Hitchens) ISBN 978-0-06-077609-1.
- Brave New World Revisited.(= Harper Perennial Modern Classics). Reprint. HarperCollins, New York 2006 ISBN 978-0-06-089852-6.

### Deutschsprachige Ausgaben
- Dreißig Jahre danach oder Wiedersehen mit der Wackeren Neuen Welt. Übersetzt von Herberth E. Herlitschka. Piper, München 1960 (DNB 452152453).
- Wiedersehen mit der Schönen neuen Welt. Piper-Verlag, Taschenbuchausgabe, ab 1960.[6]